# 퀀티넘
퀀티넘(Quantinuum)은 캠브리지 퀀텀과 허니웰 양자 솔루션즈의 합병으로 설립된 양자 컴퓨팅 기업이다. 이 회사의 H-시리즈 포획 이온 양자컴퓨터는 2024년 4월 현재까지 가장 높은 양자 볼륨인 1,048,576을 기록했다. 이 아키텍처는 모든 큐비트 간의 연결을 지원하여 모든 큐비트 사이에 얽힌 상태를 생성할 수 있게 하며, 높은 양자 상태의 충실도를 가능하게 한다.
퀀티넘은 사이버 보안, 양자화학, 양자 기계 학습, 양자 몬테카를로 적분 및 양자 인공지능을 위해 포획 이온 및 기타 양자 컴퓨팅 플랫폼에서 실행되는 미들웨어 및 소프트웨어 제품을 개발했다. 이 회사는 또한 데이터 자산을 보호하고 암호화 방어를 강화하도록 설계된 양자 컴퓨팅 강화 암호화 키를 제공한다.

## 역사
2021년에 설립된 퀀티넘은 허니웰 양자 솔루션즈(HQS)의 양자 하드웨어 팀과 캠브리지 퀀텀 컴퓨팅(CQC)의 양자 소프트웨어 팀이 합쳐진 형태이다.
HQS는 2014년에 설립되었다. 이 회사는 양자 컴퓨팅 하드웨어에 포획 이온 아키텍처를 사용했는데, 허니웰은 이를 항공우주, 빌딩 기술, 고성능 재료, 안전 및 생산성 솔루션 등 다양한 사업부의 요구를 충족시키는 데 사용할 수 있다고 믿었다.
CQC는 2014년 케임브리지 대학교의 "액셀러레이트 케임브리지" 프로그램을 통해 독립적인 양자 컴퓨팅 회사로 설립되었다. CQC는 양자 소프트웨어 및 양자 사이버 보안에 중점을 두고 양자 기술 상용화를 위한 도구 구축에 주력했다. 퀀티넘으로 합쳐지면서 이 회사는 통합된 종단 간 양자 플랫폼을 제공한다.
캠브리지 퀀텀의 설립자이자 스티븐 호킹 재단의 설립 회장, 캠브리지 저지 비즈니스 스쿨의 펠로우인 일리야스 칸은 퀀티넘의 CEO로 임명되었다. 전 미국 항공 우주국 운영 관리자이자 허니웰 양자 솔루션즈 사장이었던 토니 우틀리는 2023년까지 사장 겸 최고 운영 책임자를 역임했다. 2023년, 퀀티넘은 전 인텔 기업 부사장 겸 총괄 책임자였던 라지브 "라지" 하즈라를 퀀티넘의 새로운 CEO로 임명했다. 하즈라는 슈퍼컴퓨팅, 양자 및 기타 기술 분야에서 30년 이상의 경험을 가지고 있다. 칸은 최고 제품 책임자 겸 이사회 부의장으로 임명되었다.
2024년 1월, 퀀티넘은 JP모건 체이스가 주도하는 3억 달러 규모의 지분 투자 유치를 발표했다. 이 회사는 총 6억 2,500만 달러를 유치했으며, 기업 가치는 50억 달러로 평가된다. 허니웰은 2024년 7월에 이 회사의 기업공개 초기 단계를 검토하고 있었다.

## 기술 및 제품

### H-시리즈
허니웰의 지원을 받아 H-시리즈 양자 컴퓨터를 개발할 때, 퀀티넘은 양자 전하 결합 소자(QCCD) 아키텍처를 확장 가능한 범용 양자 컴퓨팅의 경로로 선택했다. 이는 동일한 고충실도 큐비트(원자 이온) 간의 완전한 연결성을 허용하기 때문이다.
퀀티넘은 2020년 12 큐비트 기반의 포획 이온 컴퓨터인 System Model H1-1으로 1세대 양자 컴퓨터를 출시했다.
2023년 5월, 퀀티넘은 양자 볼륨 65,536 (216)을 가진 System Model H2를 출시했으며, 이는 당시까지 기록된 가장 큰 값이었다. H2는 기록상 가장 큰 GHZ 상태를 달성했고, 마법 상태 증류의 첫 시연, 그리고 연결 속성을 통해 양자 컴퓨팅의 오류 허용성을 높이는 데 도움이 되는 위상 큐비트의 생성 및 제어의 첫 시연을 보여주었다. 비아벨리안 애니온이라는 준입자를 엮는 것은 사건의 역사적 기록을 만들며, 그들이 추적하는 경로는 오류에 더욱 강하여 궁극적으로 위상 양자 컴퓨터의 개발로 이어질 수 있다.
H-시리즈 시스템은 양자 볼륨 기록을 꾸준히 경신하며, 2024년 4월에는 1,048,576 (220)의 양자 볼륨을 달성했다. 양자 볼륨은 퀀티넘 과학자들이 최신 세대 포획 이온 양자 컴퓨터에서 측정된 15가지 성능 벤치마크 중 하나이며, 틀:What? arXiv 및 GitHub에서 확인할 수 있다.
이 회사는 또한 2큐비트 게이트 충실도에서 99.9%에 도달한 최초의 기록을 보유하고 있다. 마이크로소프트와 퀀티넘은 H2 양자 컴퓨터에서 4개의 논리 큐비트를 생성하여 단 하나의 오류도 없이 14,000개의 실험을 실행했다.
H-시리즈의 확장성을 입증하며, 이 회사는 2D 격자 형태로 배열된 새로운 칩을 사용하여 큐비트를 효율적으로 정렬하고 큐비트 제어에 필요한 신호 수를 최소화함으로써 큐비트 "배선 문제"를 해결했다. 이 작업은 큐비트당 최대 20개의 아날로그 와이어 비율을 고정된 수의 아날로그 라인을 가진 큐비트당 1개의 디지털 와이어로 줄였다.
퀀티넘은 또한 H-시리즈 에뮬레이터를 제공하여 연구자들이 양자 하드웨어 실험에서 데이터를 비교하고 노이즈를 근사화하여 시뮬레이션 워크플로우를 가속화할 수 있도록 한다.

### 양자 사이버 보안 – Quantum Origin
Quantum Origin은 양자 컴퓨팅을 사용하여 온라인 거래 및 식별 프로세스를 보호하는 암호화 키를 강화한다. 이 소프트웨어는 RSA 및 AES와 같은 전통적인 알고리즘뿐만 아니라 양자 후 암호화 알고리즘을 지원하기 위해 예측 불가능한 암호화 키를 생성한다.
Quantum Origin은 고전 컴퓨터로는 달성할 수 없는 솔루션을 제공하는 최초의 상업용 양자 컴퓨터 응용 프로그램이라고 한다. 2022년 4월, 퀀티넘은 PureVPN과 파트너십을 맺고 OpenVPN 프로토콜을 양자 저항성으로 만들었다. 2024년에 이 회사는 미쓰이 및 이글리스와 파트너십을 맺고 Quantum Origin을 보안 데이터 분석 AI 플랫폼에 통합했다.
2023년, 퀀티넘은 양자 후 암호 분야의 혁신인 Quantum Origin Onboard를 선보였다. 이는 장치 자체 내에서 생성된 키의 강도를 극대화하여 연결된 장치에 양자 강화 사이버 보호를 확장한다. 허니웰과의 협력을 통해 양자 강화 키는 스마트 유틸리티 미터에 통합되기 시작했다. 이 회사는 또한 구독자들이 온디맨드로 보안 키를 요청하거나 하드웨어 보안 모듈과 통합할 수 있도록 하는 Quantum Origin Cloud를 출시했다.
퀀티넘의 Quantum Origin은 2022년 UK Business Tech로부터 최우수 혁신 활용 부문에서 수상했다.

### 양자 계산 화학 플랫폼 – InQuanto
InQuanto는 양자 계산화학 소프트웨어 플랫폼이다. InQuanto는 퀀티넘의 오픈소스 파이썬 툴킷인 TKET을 사용하여 전자 구조 시뮬레이션으로 양자 장치의 성능을 향상시킨다. 이 독립형 플랫폼은 계산 화학자들이 양자 알고리즘을 실험하고 궁극적으로 양자 컴퓨터를 사용하여 실제 문제의 프로토타입을 만들 수 있도록 설계되었다.

### 양자 소프트웨어 개발 플랫폼 – TKET
TKET은 양자 알고리즘을 최적화하기 위한 플랫폼 독립적 컴파일러이자 게이트 기반 양자 컴퓨터용 프로그램을 구축하고 실행하기 위한 소프트웨어 개발 키트이다. 이 플랫폼은 포괄적이며 오픈 소스이다. 양자 프로그래밍 환경은 PyTKET 파이썬 패키지를 통해 접근할 수 있으며, 양자 컴퓨터, 고전 시뮬레이터 및 양자 소프트웨어 라이브러리와 함께 작동하는 확장 모듈이 포함되어 있다.

### 양자 NLP/합성 지능
퀀티넘의 양자 자연어 처리 팀은 현대 기계 학습 기반 기술과 함께 작동하여 더 해석 가능하고 투명하며 비용 효율적인 AI 시스템을 생산하고 데이터 요구 사항을 줄이는 추론 기반 양자 인공 지능을 개발하고 있다. 이 양자 합성 지능은 양자 프로세스와 그 구성 방식을 연구하는 범주 양자 역학을 기반으로 한다.

### 양자 몬테카를로 통합
퀀티넘의 완전한 양자 몬테카를로 통합 엔진은 파생 상품 가격 책정, 포트폴리오 위험 계산 및 규제 보고와 같은 분야에서 초기 양자 우위를 추론하여 동등한 고전 도구보다 더 효율적이고 정확하게 추정할 수 있도록 양자 알고리즘을 사용하도록 설계되었다.

### Lambeq
Lambeq은 양자 자연어 처리 응용 프로그램을 설계하고 구현하기 위한 오픈 소스 소프트웨어 라이브러리이다.
양자 자연어 처리 모델을 구축하기 위해 Lambeq은 입력 문장의 문법 구조를 작업별 출력으로 구문 분석한다. 이는 원본 문장의 단어 간 관계를 반영하는 문자열 다이어그램이라는 추상적 표현으로 인코딩된다.

### 양자 기계 학습
퀀티넘은 시끄러운 중간 규모 양자 (NISQ) 컴퓨터에서 양자 회로 학습에 중점을 둔 QML 노력을 기울이고 있다. 이 회사는 시계열 모델링 및 의사 결정을 위한 딥러닝 배포에 대한 상업적 작업을 진행하고 있으며, 기계 학습 및 최적화 문제에 대한 양자 강화 솔루션에 특화되어 있다.
고전적 기계 학습과 양자 컴퓨팅의 교차점에서 퀀티넘은 구글 딥마인드와 협력하여 AI(알파텐서)를 사용하여 T-게이트 수를 최적화했다. 이 연구는 시간과 자원 측면에서 가장 비싼 양자 논리 게이트 중 하나로 인해 발생하는 계산 비용을 최소화하는 데 도움이 된다.

### 최적화
양자 컴퓨팅의 주요 용도 중 하나는 조합 최적화로, 그 응용 분야는 물류, 공급망 최적화 및 경로 계획에까지 확장된다.
2023년, 퀀티넘은 최소한의 양자 자원을 사용하고 H-시리즈의 완전 연결성 및 고유한 매개변수화된 2큐비트 게이트를 활용하는 조합 최적화 문제를 해결하기 위한 개선된 변분 양자 알고리즘을 개발했다. 2021년, 도이체 반은 퀀티넘과 파트너십을 맺고 양자 컴퓨터가 철도 교통 재조정을 어떻게 개선할 수 있는지 탐구했다.

### 시뮬레이션
2021년, 일본제철은 퀀티넘의 알고리즘을 사용하여 다양한 구성에서 철 결정의 거동을 시뮬레이션했다. 화학 시뮬레이션은 규모가 너무 복잡하여 고전 컴퓨터로는 정확하게 시뮬레이션할 수 없다.

## 소유권
퀀티넘은 어떤 증권거래소에도 상장되어 있지 않으며 비상장 회사이다. 이 회사의 54%는 허니웰이 소유하고 있으며, 캠브리지 퀀텀의 설립자이자 퀀티넘의 최고 제품 책임자인 일리야스 칸이 다음으로 큰 주주이다.

## 위치
퀀티넘은 케임브리지 (영국)에 유럽 본부를, 브룸필드 (콜로라도주)에 북미 본부를 두고 있다. 브루클린파크 (미네소타주), 워싱턴 D.C., 런던 (빅토리아 및 세인트 제임스), 옥스퍼드, 그리고 도쿄도에 사무실을 두고 있다.